# Estreito (Maranhão)
Estreito is een gemeente in de Braziliaanse deelstaat Maranhão. De gemeente telt 27.756 inwoners (schatting 2009). De plaats ligt aan de Tocantins met aan de overzijde van de rivier de Aguiarnópolis.

## Aangrenzende gemeenten
De gemeente grenst aan Porto Franco, Carolina en Aguiarnópolis.

## Verkeer en vervoer
De stad ligt aan de radiale snelweg BR-010 tussen Brasilia en Belém. Daarnaast ligt ze aan de wegen BR-226, BR-230, MA-138 en aan de overzijde van de rivier TO-126.